# Murchison-veld
Het Murchison-veld is een aardolieveld in de Noordzee op het Britse continentale vlak. Het Murchison-veld werd in augustus 1975 ontdekt door Conoco met een proefboring in put 211/19-2. Productie begon in september 1980. Het veld is vernoemd naar de Schotse geoloog Roderick Murchison.

## Ontwikkeling
Het veld strekt zich uit over de grens van het Britse en Noorse continentaal plat. Dit was eerder het geval geweest bij Frigg en Statfjord. Het Frigg-verdrag diende als voorbeeld voor de verdeling bij Murchison waarbij het Noorse deel werd vastgesteld op 16,25% en het Britse op 83,75%.
In 1976 besloot Conoco met partners BNOC, Gulf Oil, Statoil en Mobil het veld in productie te nemen. Constructors John Brown-Earl and Wright ontwierp het onderstel (jacket) dat werd gebouwd door McDermott in Ardersier. Het was het grootste jacket tot dan toe. Tijdens de bouw begaf een rupskraan het tijdens de installatie van een 3000 ton wegende bottle leg, de reeks bussen onderaan de poten van het jacket waardoor de fundatiepalen gevoerd werden. In 1979 werd het jacket uitgeladen op lanceerbak H 109 waarna het op 20 augustus gelanceerd werd en vanaf het kraanschip Balder op de zeebodem werd geballast.
De dekken werden op een aantal Europese werven gebouwd en daarna door de Balder op het jacket geplaatst. Daarnaast werd een olie-exportleiding (PL115) gelegd door de Semac I naar Dunlin A. Daar sloot de pijpleiding aan op een leiding naar Cormorant A waar het aansloot op de Brent-pijpleiding naar de Sullom Voe Terminal. In september 1980 begon het platform te produceren en was daarmee de eerste van de Noordzee-olievelden dat op schema en binnen budget werd opgeleverd.
In 1995 nam Oryx het belang van Conoco over, net als bij het Hutton- en Lyell-veld. In 1999 nam Kerr–McGee dit aandeel over, om het in 2002 over te doen aan Canadian Natural Resources als operator en Wintershall als partner.

## Ontmanteling
Aanvankelijk werd de levensduur van het veld geschat op 1997-99, maar door gebruik te maken van verschillende technieken voor levensduurverlenging werd dit uiteindelijk maart 2014. In 2009 werd begonnen met studies voor de ontmanteling en nadat de productie gestopt was, werd begonnen met de plug and abandon, het afpluggen en verlaten van de olieputten. In 2014 werd het ontmantelingswerk voor het platform toegekend aan Heerema-AF. Door gebruik te maken van twee kraanschepen, de Hermod en de Thialf, kon dit in 2017 voltooid worden.